# Počiteljica
Počiteljica je rječica u Hrvatskoj u Lici, lijevi pritok Like. Duga je 8,4 km. Izvire u blizini Ličkog Čitluka. Prolazi kroz sljedeća naselja: Lički Čitluk, Lički Ribnik i Ornice.